# Cuesta (Villalba)
Cuesta (llamada oficialmente San Simón da Costa) es una parroquia española del municipio de Villalba, en la provincia de Lugo, Galicia.

## Otras denominaciones
La parroquia también es conocida por los nombres de San Simón de Costa y San Simón de Cuesta.

## Organización territorial
La parroquia está formada por ochenta y dos entidades de población, constando cincuenta y seis de ellas en el nomenclátor del Instituto Nacional de Estadística español:

### Entidades de población
Entidades de población que forman parte de la parroquia:
- A Braña
- A Candeeira
- A Chá
- Acibro (Acivro)
- A Lagoa
- A Picheira
- A Retorta
- A Riveira (A Ribeira)
- As Campas
- As Folgueiras
- As Rocellas
- Augarrío
- A Veiga
- Besta de Abaixo (A Besta de Abaixo)
- Besta de Arriba (A Besta de Arriba)
- Bodán
- Cabradoiro (O Cabradoiro)
- Cadriño
- Cal (O Cal)
- Candaído
- Carballotorto
- Casabella (A Casavella)
- Castiñeira
- Castro (O Castro)
- Catadoiro (O Catadoiro)
- Chas (As Chás)
- Costa do Sol (A Costa do Sol)
- Coto do Regueiriño (O Coto do Regueiriño)
- Croa (A Croa)
- Daulfe (Adaúlfe)
- Estremil
- Folgueiro
- Fontarraña
- Fontarriba
- Funcasta
- Golariz
- Hedradas (As Hedradas)
- Laxoso
- Lobán de Louros
- Lobas (As Lobás)
- Malcán
- Mariñanes
- Merlos
- Mirón
- Montemeao
- O Barreiro
- O Casal (Casal)
- O Coto
- Os Castros
- Os Fornos
- O Tarrelo
- Pardas Albas (Pardasalbas)
- Pasarelle
- Pedragosa
- Penaserra
- Pontenova
- Portofermil
- Prestes
- Pude
- Racamonde
- Raña (A Raña)
- Reboladoiro (O Reboladoiro)
- Regueiriño (O Regueiriño)
- Seara (A Seara)
- Seixoá
- Supena
- Tralomonte
- Valado (O Valado)
- Varela
- Veiga de Pude (A Veiga de Pude)
- Veiga Rubia (A Veiga Rubia)
- Ventoselos
- Vilamaior
- Vilaragonte
- Vilardebín
- Viso (O Viso)
- Visodairas

### Despoblados
Despoblados que forman parte de la parroquia:
- Casanova (A Casanova)
- Lobán da Barreira
- O Chao
- Portodostroncos (Porto dos Troncos)
- Traveso (O Traveso)

## Demografía
| Gráfica de evolución demográfica de Cuesta entre 2000 y 2021 |
|                                                              |
| Datos según el nomenclátor publicado por el INE.             |

## Patrimonio
En esta parroquia se fabrica artesanalmente el queso San Simón da Costa, un tipo de queso único con denominación de origen propio. Este queso, de forma cónica, se elabora a partir de leche de vaca y se somete a un proceso de ahumado.